# Prasinocladus
Prasinocladus, rod zelenih algi, dio je porodice Chlorodendraceae. Sastoji se od tri priznate vrste, od kojih je barem jedna slatkovodna (P. indicus)

## Vrste
1. Prasinocladus indicus Weber Bosse
2. Prasinocladus lubricus Kuckuck - tipična
3. Prasinocladus malaysianus R.A.Lewin

### Sinonimi
- Prasinocladus ascus Proskauer  = Tetraselmis ascus (Proskauer) R.E.Norris, Hori & Chihara
- Prasinocladus marinus (Cienkowski) Waern = Tetraselmis marina (Cienkowski) R.E.Norris, Hori & Chihara